# Kadu
Kadu – komunikator internetowy oparty na modułach, będący klientem protokołu Gadu-Gadu i Jabber/XMPP dla systemów Linux, BSD, OS X i Windows. Kadu należy do grupy wolnego oprogramowania; jest dostępny na warunkach licencji GNU GPL.

## Cechy komunikatora
Oparty na bibliotece Qt zapewniającą obsługę różnych platform systemowych.
Program oferuje większość podstawowych funkcji oryginalnego programu Gadu-Gadu i wiele dodatkowych.
- brak reklam
- obsługa wielu protokołów
- przypisywanie kilku sieci do jednego kontaktu (połączona historia rozmów)
- dzielenie listy kontaktów na grupy
- multilogowanie
- wysyłanie SMS-ów do wszystkich polskich sieci
- przesyłanie plików (DCC)
- rozmowy konferencyjne
- wysyłanie i odbieranie obrazków w oknie rozmowy
- animowane emotikony i obsługa zestawów dla oryginalnego Gadu-Gadu
- szyfrowanie połączenia z użyciem OpenSSL
- szyfrowanie wiadomości z użyciem OTR[2]
- powiadamianie o zdarzeniach dźwiękiem, „dymkami”, miganiem diody Scroll Lock na klawiaturze, wykonywaniem zewnętrznych poleceń
- elastyczna konfiguracja wyglądu programu, pasków narzędziowych i zaawansowana konfiguracja kontaktów
- zaawansowana konfiguracja połączenia z siecią (możliwość ustawienia adresu IP i portu serwera, ustawienie adresu serwera proxy)

## Wtyczki
Dostępne są także zewnętrzne wtyczki, pisane przez niezależnych programistów. Nie wszystkie jednak są dostępne na każdy system operacyjny. Oferowane dodatkowe funkcje zapewniają między innymi:
- integrację z programami do odtwarzania muzyki, takimi jak: Winamp, XMMS, Amarok, Audacious
- sprawdzanie pisowni w oknie rozmowy
- czytanie przychodzących wiadomości za pomocą linuksowego syntezatora mowy Powiedz[3] lub syntezatora mowy Milena[4]
- przesyłanie zrzutów pulpitu, wybranego okna lub fragmentu pulpitu w oknie rozmowy

## Obsługiwane sieci
- Gadu-Gadu
- Jabber/XMPP
- Facebook
- Gmail/Google Talk

## Cykl wydań
Cykl wydań obowiązujący od wersji 1.0:
- raz na 3-4 miesiące duże wydanie (1, 2, 3) dodające nowe funkcje
- w razie potrzeby wydanie z poprawkami (1.1, 1.2, 1.3).

Kadu nie jest rozwijane od 18 lipca 2017.